# McCune (Kansas)
Pour les articles homonymes, voir McCune.
McCune est une ville américaine située dans le comté de Crawford, au Kansas. Selon le recensement de 2020, sa population est de 370 habitants.